# Only Murders in the Building
Only Murders in the Building is een Amerikaanse misdaad- en dramedyserie die is bedacht door Steve Martin en John Hoffman. De serie werd voor het eerst uitgezonden op 31 augustus 2021 op streamingdienst Hulu.

## Plot

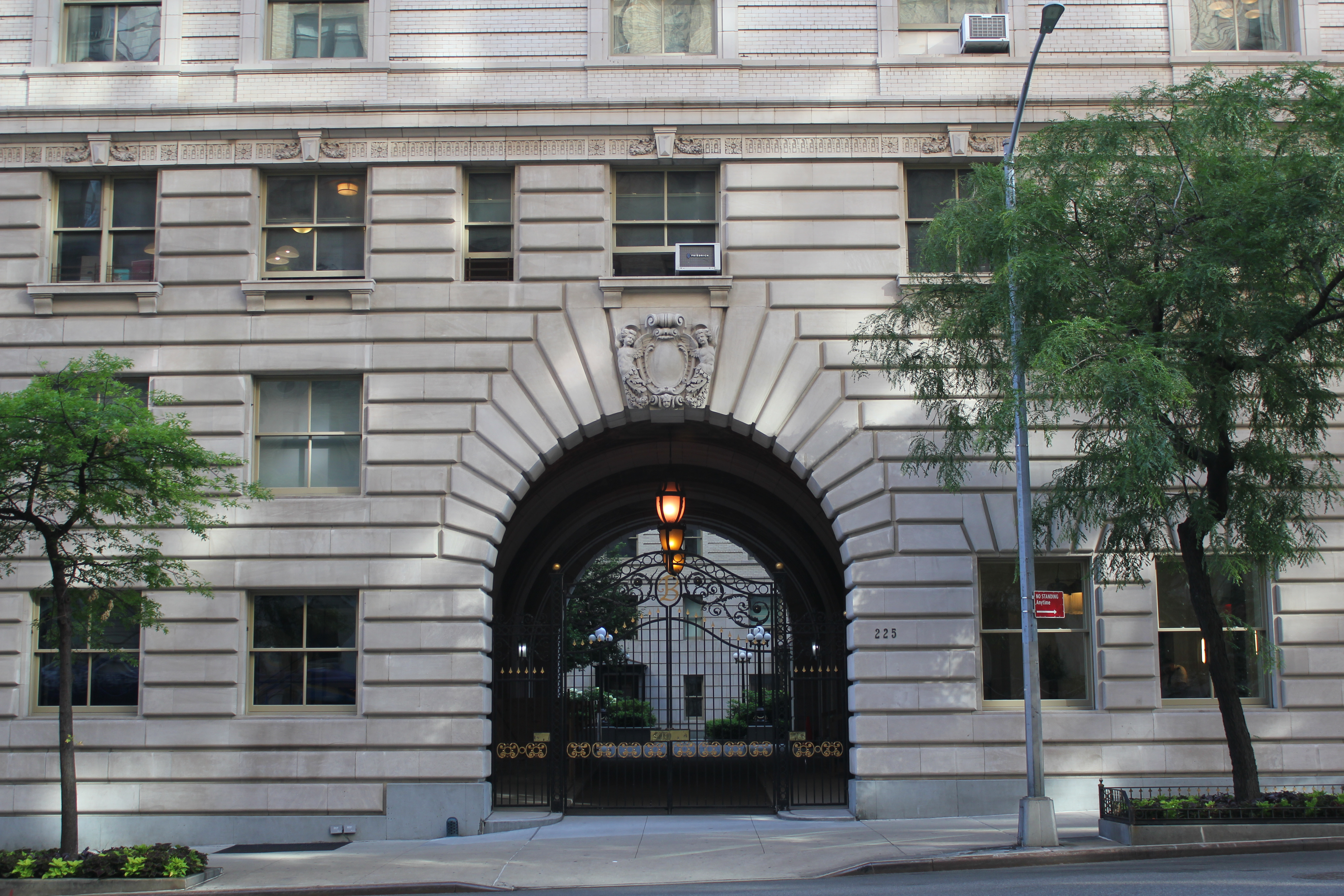
Het gebouw aan West 86th Street dat werd gebruikt voor het fictieve appartementencomplex in de serie.

De serie draait om drie bewoners van een groot appartementencomplex in de New Yorkse wijk Manhattan. Het trio heeft een gedeelde interesse in podcasts over waargebeurde moorden. Na een moord in hun eigen gebouw besluiten ze om samen een podcast te starten, en het onderzoek naar de dader in eigen hand te nemen.

## Rolverdeling

### Hoofdrollen
- Steve Martin als Charles-Haden Savage
  - Matthew Lamb als jonge Charles (seizoen 2)
- Martin Short als Oliver Putnam
  - Samuel Farnsworth als jonge Oliver (seizoen 2)
- Selena Gomez als Mabel Mora
  - Madeleine Valencia (seizoen 1) en Caroline Valencia (seizoen 2) als jonge Mabel
- Michael Cyril Creighton als Howard Morris (seizoen 3-4; terugkerend seizoen 1-2)
- Amy Ryan als Jan Bellows (seizoen 1; terugkerend seizoen 2; gast seizoen 4)
- Adina Verson als Poppy White/Becky Butler (seizoen 2; gast seizoen 1)
- Aaron Dominguez als Oscar Torres (seizoen 1)
- Cara Delevingne als Alice Banks (seizoen 2)

### Speciale gastrollen
Deze rollen worden in de intro van de aflevering aangekondigd als 'special guest stars'.
- Paul Rudd als
  - Ben Glenroy (seizoen 3; gast seizoen 2)
  - Glen Stubbins (seizoen 4)
- Meryl Streep als Loretta Durkin (seizoen 3-5)
- Eugene Levy als een fictieve versie van zichzelf, die Charles-Haden Savage speelt in een verfilming van de podcast (seizoen 4)
- Zach Galifianakis als een fictieve versie van zichzelf, die Oliver Putnam speelt in een verfilming van de podcast (seizoen 4)
- Eva Longoria als een fictieve versie van zichzelf, die Mabel Mora speelt in een verfilming van de podcast (seizoen 4)

### Terugkerende rollen
- Da'Vine Joy Randolph als Detective Donna Williams
- Jackie Hoffman als Uma Heller
- Teddy Coluca als Lester (seizoen 1-2 en 4; gast seizoen 3)
- Jane Lynch als Sazz Pataki (seizoen 4-5, gast seizoen 1-3)
- Nathan Lane als Theodore "Teddy" Dimas, Sr. (seizoen 1-2 en 5)
- James Caverly als Theodore "Theo" Dimas, Jr. (seizoen 1 en 5; gast seizoen 2-3)
- Ryan Broussard als Will Putnam (seizoen 1-2; gast seizoen 3-4)
- Tina Fey als Cinda Canning (seizoen 1-2; gast seizoen 3)
- Jayne Houdyshell als Bunny Folger (seizoen 1-2; gast seizoen 3)
- Vanessa Aspillaga als Ursula (seizoen 1-2)
- Russell G. Jones als Dr. Grover Stanley (seizoen 1-2)
- Jaboukie Young-White als Sam, Daniel Oreskes als Marv, Ali Stroker als Paulette, en Orson Hong als Grant (seizoen 1-2)
- Richard Kind als Vince Fish (seizoen 4-5)
- Andrea Martin als Joy Payne (seizoen 3; gast seizoen 2)
- Jeremy Shamos als Dickie Glenroy (seizoen 3; gast seizoen 4)

#### Seizoen 1
- Julian Cihi als Tim Kono
- Zainab Jah als Ndidi Idoko
- Maulik Pancholy als Arnav Kapoor
- Olivia Reis als Zoe Cassidy

#### Seizoen 2
- Zoe Colletti als Lucy
- Michael Rapaport als Detective Daniel Kreps
- Christine Ko als Nina Lin
- Ariel Shafir als Ivan

#### Seizoen 3
- Ashley Park als Kimber Min
- Linda Emond als Donna DeMeo
- Wesley Taylor als Clifford "Cliff" DeMeo
- Jesse Williams als Tobert
- Don Darryl Rivera als Bobo Malone
- Gerald Caesar als Ty Wessex
- Allison Guinn als K. T. Knoblauer

#### Seizoen 4
- Molly Shannon als Bev Melon
- Catherine Cohen als Trina Brothers
- Siena Werber as Tawny Brothers
- Jin Ha als Marshall P. Pope/Rex Bailey
- Desmin Borges als Alfonso
- Kumail Nanjiani as Rudy Thurber
- Daphne Rubin-Vega als Inez
- Lilian Rebelo als Ana

### Gastrollen

#### Seizoen 1
- Sting als een fictieve versie van zichzelf
- Adriane Lenox als Roberta Putnam
- Roy Wood Jr. als Vaughn en Jacob Ming-Trent als Lucian
- Jimmy Fallon als zichzelf
- Esteban Benito als Tavo Mora
- Mandy Gonzalez as Silvia Mora

#### Seizoen 2
- Amy Schumer als een fictieve versie van zichzelf
- Marie-Francoise Theodore als Roberta Putnam
- Ben Livingston als Charles' overleden vader
- Shirley MacLaine als Rose Cooper
- Damani Varnado als Liam Grimsby
- Mark Consuelos als Mabel's overleden vader

#### Seizoen 3
- Noma Dumezweni als Maxine Spear
- Gerrard Lobo als Detective Biswas
- Adrian Martinez als Gregg Rivera
- Peter Bartlett als Jerry Blau
- Matthew Broderick als een fictieve versie van zichzelf
- Mel Brooks als zichzelf

#### Seizoen 4
- Scott Bakula als zichzelf
- John McEnroe als zichzelf
- Griffin Dunne als Professor Milton Dudenoff
- Melissa McCarthy als Doreen
- Jason Kravits als Big Mike
- Alexandra Templer als Helga
- Ron Howard als zichzelf
- Téa Leoni als Sofia Caccimelio

## Afleveringen
| Seizoen | Afleveringen | Uitgezonden vanaf | Einddatum        |
| ------- | ------------ | ----------------- | ---------------- |
| 1       | 10           | 31 augustus 2021  | 19 oktober 2021  |
| 2       | 10           | 28 juni 2022      | 23 augustus 2022 |
| 3       | 10           | 8 augustus 2023   | 3 oktober 2023   |
| 4       | 10           | 27 augustus 2024  | 29 oktober 2024  |
| 5       | 10           | 9 september 2025  | 28 oktober 2025  |

## Ontvangst
Only Murders in the Building werd zeer positief ontvangen in recensies. Men prees de komische momenten, grappen en dialogen en het overtuigende trio, dat goed werkte in de formule.
Op Rotten Tomatoes kreeg de serie voor het eerste seizoen een beoordeling van 100%. Latere seizoenen scoorden enkele punten lager. Op Metacritic heeft de serie een gemiddelde beoordeling van 77%, gebaseerd op 122 recensies. Kijkers gaven de serie een 8,6, gebaseerd op 734 recensies.